# マックスペイン3
『マックス・ペイン3』（原題：Max Payne 3）は、2012年に販売されたサードパーソン・シューティングゲームで、マックスペインシリーズの第3作目。制作・販売はロックスター・ゲームス。前作から9年後、人生の落伍者となるも、とある縁からブラジルの不動産王の専属ボディガードとなった元刑事のマックス・ペインを主人公とし、異国の地で人生をやり直そうとする中で、再び死と裏切りに満ちた陰謀に巻き込まれていく。
本作はアクション面ではシリーズの特徴である「バレットタイム」を踏襲し、新しいシステムとして「カバーシステム」や「ラストスタンド」が導入されている。一方で、シリーズの特徴とされた幕間でのグラフィックノベル調の演出はなくなっている。また、オンラインマルチプレイヤーモードが搭載され、最大16人のプレイヤーが複数のシングルプレイヤー環境を再現して、協力プレイや対戦プレイを楽しむことができる。
本作から開発もロックスター社が行うようになり、世界中のロックスター社のスタジオで分担して行われた。ステージの設計やデザインに際してはゲームの舞台となるサンパウロ周辺の現地調査が行われ、反映されている。また、シリーズを生み出したレメディー・エンターテインメントの助言も受けた。
2012年5月15日にPlayStation 3版とXbox 360版がリリースされた後、Windows版が同月29日にリリースされた。また2013年6月20日にMac OS X版もリリースされた。また、Xbox OneやX/Sと下位互換性を持ちプレイ可能。
本作も前2作と同様に、批評家からそのアクションとストーリー、テーマが高い評価を受けた。一方で、前作からのスタイルの変更、直線的なゲームデザイン、サンパウロの描写については批判も見られた。複数のゲーム専門誌によって2012年度のゲーム賞にノミネートされ、様々な賞を受賞した。売上もよく、発売初週に約300万本の出荷を記録した。

## ゲーム内容
本作はサードパーソン・シューティングゲームで、プレーヤーは前2作と同様に主人公マックス・ペインを操作する。近接攻撃、銃火器、爆発物などを駆使して敵を倒していく。
ゲーム展開やストーリーは前2作と同様に直線的（リニア）であり、プレイヤーは各ステージの敵を倒し、物語を進めていく。本作のステージ間の幕間は、インタラクティブなカットシーンが挿入され、そのままシームレスに次のステージが開始される（ゲームプレイとカットシーンの間にローディング画面がない）。
戦闘面はシリーズの特徴である「バレットタイム」が本作でも採用されている。バレットタイム中は時間の流れが遅くなり、複数の敵をまとめて射撃で倒すことも可能となる。また、体力は手に入れた鎮痛剤によって任意に回復できる。
本作で新たに導入された要素として敵からダメージを受けず、戦術的に優位に立てる「カバーシステム」がある。また、鎮痛剤がある場合に限り、体力が尽きる寸前でも敵を倒す余地が与えられる「ラストスタンド」機能が導入されている。この時間中に敵を倒すと自動的に鎮痛剤を消費して体力を回復し、ゲームに復帰できるがバレットタイムゲージは0となってしまう。
また、飛び込みで敵の銃撃をかわす「シュート・ドッジ」を使用した後、地面に伏せたまま任意の角度で射撃ができるようになったのもシリーズ初となる。
これまでのシリーズと異なる点として、同時に所持できる武器は3つまでとなっており、ハンドガン用のスロットが2つ、重火器または両手武器用に1つである。また、二丁拳銃を行う場合に、両手武器を所持している場合はその場に放棄する（1丁の場合は両手武器を小脇に抱えている演出がとられている）。

## プロット
前作から9年後。警察を辞めたマックス・ペインは自堕落な生活によってアルコールと鎮痛剤の依存症となっていた。ある日、ニュージャージー州ホーボーケンのバーで起きた事件をきっかけに再会した警察学校時代の旧友ラウール・パソスの紹介で、彼の雇い主でもあるブラジルのサンパウロに住む不動産王ロドリゴ・ブランコを筆頭とする裕福なブランコ一家の幹部ボディーガードとして雇われる。そこで昔の勘を取り戻し、徐々に立ち直りつつあった。
働き始めて数カ月後、地元のストリートギャング「コマンド・ソンブラ」が、ブランコ家のプライベート・パーティを襲撃し、ブランコ夫妻を誘拐しようとする。マックスはこれを返り討ちにし、夫妻を助け出し、さらに信頼を得る。その1週間後、マックスはブランコ夫人ファビアナの護衛として、ロドリゴの末弟マルセロやファビアナの妹ジョヴァンナと共にナイトクラブを訪れるが、再びコマンド・ソンブラの襲撃を受け、彼女を誘拐されてしまう。
ロドリゴは要求された身代金300万ドルを支払うことを決め、取引場所であるサッカースタジアムにマックスとパソスを派遣する。ところが横取りを狙う無法者の私兵集団「クラチャ・プレト」の襲撃を受け、金を奪われてしまう。一方でファビアナの監禁場所がわかったことで、マックスらは彼女を直接助け出そうとするが、これはギャング団のボスであるセラーノに阻止される。手詰まりの中、ロドリゴのオフィスにてロドリゴ3兄弟とパソスが集まって事後を相談しあい、次男で地元政治家のビクターは警察を頼るべきだと言う。ロドリゴの弟たちとパソスが去った後、先の件で被害を受けたクラチャ・プレトがマックスに復讐するため、オフィスを襲撃する。マックスは一命を取り留めるが、ロドリゴはその混乱の中で暗殺されてしまう。マックスは自分を責めると酒を絶ち、坊主頭に髭を生やして容姿を変え、ファビアナを助け出すために独断で行動を始める（これはマックスがビクターとサンパウロ警察の特殊警察組織「UFE」の関係を疑い信用していないことも背景にある）。
サンパウロ郊外の貧民街でコマンド・ソンブラの本拠地があるノヴァ・エスペランサ・ファベーラに潜入し、セラーノのアジトに辿り着いたマックスであったが、一歩遅く、目の前で用済みとなったファビアナが殺害されてしまう。さらにUFEが捜査を名目に貧民街を無差別に襲撃し始め、逮捕した者たちをクラチャ・プレトに売り渡す現場などをマックスは目撃する。この混乱の中で、ファビアナを助けようと貧民街にいたマルセロとジョヴァンナがコマンド・ソンブラに捕まったことを知り、マックスは救出を余儀なくされる。結局、マルセロはクラチャ・プレトの兵士に遊び半分で処刑されてしまい、マックスはジョヴァンナのみ連れて貧民街を脱する。追ってきたクラチャ・プレトの兵士と銃撃戦になる中、助けに現れたパソスは実は彼の子供を身籠っていたジョヴァンナのみ助け、マックスを見捨てて逃げる。窮地をサンパウロ署の刑事ウィルソン・ダシウバに助けられたマックスは、彼からパソスが実はビクターの手下であることを教えられる。
マックスの記憶とダシウバの情報から、ビクターがパソスに命じてパナマ運河でマルセロのヨットを使って何かしらの悪事で得た金の資金洗浄を行っていたことに気づく。ダシウバの依頼で、マックスはクラチャ・プレトが市内の拠点としている廃ホテルの潜入調査を行う。そこは臓器売買の拠点であり、UFEが貧民街で狩り集めた者たちを売り渡していた理由を知る。セラーノを含む捕まっていた者たちを解放したマックスは、ホテルに爆弾を仕掛け破壊しようとする。クラチャ・プレトのボス、アルバロ・ネベスに阻止されそうになるが、助けに現れたパソスが彼を殺し、マックスとホテルを脱出する。初めから自分を利用していたパソスにマックスは怒りをぶつけるものの、最後に助けに現れたことことで赦すことを決め、パソスはジョヴァンナを連れて街を出る。
ビクターとUFEが臓器密売に関与していることを暴くため、マックスはダシウバに説得され、UFEに逮捕される形でその本部に潜入し証拠を捜す。そこでビクターが市長選に立候補するために大金を欲し、資産家の兄ロドリゴの殺害や、UFEやクラチャ・プレトと癒着して臓器密売を行っていたことが判明する。UFEとの激しい戦闘の中で、空港に逃げたビクターと、UFEのリーダー、アルマンド・ベッカーを追い、最終的にベッカーに致命傷を与え、ビクターの自家用ジェットを爆破して追い詰める。しかし、マックスはビクターの命は取らず、足の骨を折るに留め、身柄をダシウバに委ねる。
1週間後、マックスはバイアのバーにて、ニュースでUFEが解体されたこと、ビクターが留置場で死体で発見されたことを知る。人生をやり直すことを決め、夕日が沈むビーチを歩き出す。

## 開発
当初は2009年後半にリリース予定であったが、「より多くの開発時間を確保することで利益を得る」ため、テイクツー・インタラクティブが抱える他のいくつかの作品と共に2010年に延期となった。その後、2010年6月に、リリースが2011年に再延期されることが発表された。
しかし、同年12月21日時点で、2011年-2012年度のリリース計画には本作は存在せず、再度延期となった。
ロックスターは、2つの新しいスクリーンショットを公開することで、ゲームはまだ開発中であり、開発が中止や無期限停止状態になったわけではないことを示した。
2011年9月8日、ロックスターは2012年3月のリリースを予告し、9月14日にはデビュートレイラーが公開された。
2012年1月にテイクツーは、さらに2か月遅らせて2012年5月になることを発表した。パブリッシャーは「最高の品質で提供することを確実にするため」に決定したと述べている。
シリーズの脚本担当であったサム・レイクは、本作が「その暗くザラついた（dark and gritty）オリジナル性は維持されている」とコメントし、シリーズのファンは「驚きに包まれるであろう」と述べた。
レメディー・エンターテイメントのシリーズ開発責任者であったOskari Häkkinenは、ロックスター・ゲームスのシリーズに対する取り込みを「素晴らしい（brilliant）」と称賛した。
開発の最終段階ではレメディーがロックスターのコンサルタントを務めた。
ロックスター・ゲームスはサンパウロの雰囲気、文化、警察、武器といったあらゆる要素を可能な限り本物に近づけるため調査を実施した。調査チームはサンパウロを何度も訪れ、地元ギャングや警察、特殊部隊について、それらの装備や銃器の選択も含めて徹底的に調査した。作中に登場する架空の警察特殊部隊UFEは、BOPEなどの実在のブラジルの特殊警察部隊を模している 。
同社はファンに対して2007年のブラジル映画『エリート・スクワッド（原題：Tropa de Elite）』を観ることを進め、特に以下の見どころを紹介している。
一部の小売業者は、本作を、その映画と続編とのセット販売にした。
2011年11月のインタビューにて、ロックスター・ゲームスのダン・ハウザーは、続編に8年もの年月を要した理由について説明している。
ゲームの開発にあたっては独自のロックスター・アドバンスド・ゲーム・エンジン（Rockstar Advanced Game Engine、RAGE）とEuphoriaが用いられている。
2012年2月、PC版ではDirectX 11と3次元映像レンダリングが搭載されていることが確認された。
本作はディスクサイズの制限によってPC版はDVD4枚組、Xbox 360版はディスク2枚組でリリースされたが、PS3版はBlu-ray Discだったために1枚であった。

## 評価
レビュー集計サイトのMetacriticでは「概ね肯定的」とし、PS3版は31件のレビューを元に100点満点中87点、Xbox 360版は80件のレビューを元に100点満点中86点、PC版は30件のレビューを元に100点満点中87点の加重平均スコアであった。
ストーリーとアクションが長所として挙げられる一方、シリーズの特徴であったトーンとスタイルを大きく変えたことには多くの批判意見が見られた。
テイクツー・インタラクティブの発表によれば、本作は初週に約300万本を出荷した。最初の1ヶ月でアメリカ国内で44万本を達成し、1年間で400万本をリリースした。
Game Informerは9.25/10を与え、「『Max Payne 3』は一人の男の魅力的なポートレートであると同時に、その内に秘めた葛藤に寄り添うような、アクションに満ちた素晴らしいストーリーが物語られる」と評している。
GamesRadarは、5つ星中満点をつけ、「そのテンポの良さ、表現力、優れたガンプレイを通して『Max Payne 3』は以降のアクションゲームのハードルを引き上げた。おかえりなさい（Welcome back）」。
The Guardianも満点の5つ星をつけ、「暗黒街での肉欲（carnality）、腐敗（depravity）、暴力の傑作である」と評した。
IGN、Destructoid、Polygonはそれぞれ9/10とした。
IGNは「貧富の格差、そしてスラム街でもペントハウスでも恨みや絶望がどのように悪化するかについて触れている」と述べている。
Destructoidは「高速なアクション、残忍な暴力、印象的な映画的スタイルにあふれており、これまでのシリーズで最もエキサイティングな作品にするためにあらゆる手が尽くされている」としている。
Polygonは「妥協なき素晴らしい作品だ。焦点を当て、マックス・ペインのレガシーを再びものにしている」と評している。
GameTrailersは、好意的だがやや低い7.6/10とし、ストーリー構成や難易度、細かいゲームプレイ上のバグなどといった問題点を挙げる一方でマルチプレイヤーモードを称賛した。
Eurogamerは7/10とし、「そうであっても、やはりロックスターはグランド・セフト・オートやレッド・デッド・リデンプションのようなオープン・ワールド系ほど、純粋なサードパーソン・シューティングゲームを得意とはしていないという印象は拭えず、リニア系の作品において技巧や難易度という点における一般的な過ちを看過することは難しい」と評した。
Edgeも7/10とし、「『Max Payne 3』は複数の銃を持ち歩く場合にどうやってリロード管理を行うかという問題を解決する可能性があるが、ディテールだけではこれがロックスターの驚くほど保守的なゲームだという事実を変えることはできない」と述べている。
本作におけるサンパウロの描写についてはブラジルの批評家たちから様々な意見が出た。その多くは一部のブラジル人キャラクターについて、そのアクセントがおかしいと批判している。
『UOL Jogos』のRodrigo Guerraは、スラム街近くに住む金持ち、宗教的な崇拝を受けるサッカー、「必要以上の現金」の稼ぎ方を探す汚職警官といったブラジル人がよく経験するようなことを、マックスが経験すると述べている。また、ロックスター社によるサンパウロの空想的な（poetical）描写は、ゲームの「素晴らしいプロット」によって補われており、「サンパウロの住人たちでも、ノヴァ・エスペランサと呼ばれるスラム街があることを信じるし、もちろん、そこに近づくことはないだろう」とコメントしている。
Canaltech の Vanessa Lee は、サンパウロの描写がリオデジャネイロに酷似していると批判し、「ヤシの木で飾られた通り、巨大な丘（？）に佇むスラム街、パウリスタの日常生活にはない熱帯気候、活気あるファンク（サンパウロはむしろラップ）、カリオカのスラングやアクセント、GATEよりBOPEに近い警官（後略）」と指摘した。またポルトガル語のセリフがGoogle翻訳から借用したものではないかと批判している。
TechTudoのAlexandre Silvaは、ロックスター社がサンパウロを再現したことを称賛したが、ブラジル人の主要キャラクターの声を充てるにあたってポルトガル人俳優を起用したことで訛りが目立つことを批判し、またリオの特徴もあるとしている。
OmeleteのÉrico Borgoは、登場人物のアクセントについてはそれほど批判的ではなかった。マックスに強い冒涜的な言葉が使われることでプレイヤーは個人的に不快に感じるとし、アメリカ人のヒーローとしてブラジルのために戦おうとするマックスを、一部の敵役が否定的なコメントを行うことを称賛している。